# 昭和歌謡ショー
『昭和歌謡ショー』（しょうわ かようショー）は、NHKラジオ第1放送の音楽番組である。原則木曜21:30 - 21:55に生放送される。

## 概要
NHKではこれまでも、夏季・冬季などの大型連休時を中心に「なつかしの昭和歌謡」と銘打った昭和の時代を彩った歌謡曲にスポットを当てた番組を放送したが、これを定番化するものである。
毎回あるキーワードをたどり、昭和の時代が生んだ名曲の数々とその制作秘話、歌手のエピソードを紹介し、リスナーに「昭和の時代へのタイムトラベル」を楽しんでもらう。
2015年4月からは、「昭和ヒット倶楽部」に改題し、一部リニューアルした。当初は4月2日開始予定だったが、この日のNHKプロ野球の放送が延長した影響でスタートが4月9日と1週延期となった。
なお年度上半期はNHKプロ野球が放送されるため、21:30時点で試合が継続している場合は放送休止とし、当日生放送分は収録して後日に放送し直す。年度下半期（特に2・3月）は「昭和歌謡ショー」の時代は以前放送していた内容のアンコール放送となることが多かったが、「ヒット倶楽部」になってからはアンコール放送は第5木曜日などごく限られている。

## 出演
- ディスクジョッキー：伊藤博英（2017年4月13日 - ）
開始当初から2012年12月までは、島田政男（2012年6月までNHKラジオセンターアナウンサー→その後NHK徳島放送局副局長に転職後も継続出演）が担当。
2013年1月以後から2017年3月30日までは、水谷彰宏が務め、改題後は「昭和ヒット倶楽部オーナー」と名乗っていた。
- コメンテーター
2012年12月までは昭和歌謡史への造詣が深い音楽評論家・小西良太郎、合田道人、長田暁二らをコメンテーターという形で迎えた。
2013年1月から2015年3月は、1シリーズ2 - 4回程度でそのテーマに関係した著名人が交代でコメンテーターを務めた。中村次郎（気象予報士）、黛まどか（俳人）、小林幸子（歌手）、澤登翠（活動写真弁士）らが出演した。
2015年4月以後は、以前の『ひるの歌謡曲』や『歌謡スポットライト』（ともにNHK-FM放送）と同様に、若手・中堅の歌手に週替わりゲストとして登場してもらい、その歌手とDJの水谷がテーマとなるキーワードや歌手などの魅力を語り合い、また歌手による生歌のコーナーも予定する。

## 公開収録
水谷がDJを担当するようになった2013年から、「昭和歌謡ショー（ヒット倶楽部）・ライブステージ」と題して不定期で公開収録が行われる。この時は通常のレコードコンサート形式に加え歌手による生ライブも行われる。
| 放送月                          | 収録月     | 会場                                       | ゲストコメンテーター                    | 備考 |
| ------------------------------- | ---------- | ------------------------------------------ | --------------------------------------- | --- |
| 2013年8月・9月 （計3回）        | 2013年8月  | みんなの広場ふれあいホール                 | 水前寺清子（歌ゲスト） 藤原清、岩本公水 | NHK放送センター敷地内のオープンスタジオ |
| 2013年11月 （計2回）            | 2013年10月 | 石巻専修大学体育館                         | 大月みやこ（歌ゲスト） こおり健太       | NHK東日本大震災プロジェクト「公開復興サポートキャンペーン・明日へ」の一環として開催                                                                              |
| 2014年1月 （計2回）             | 2013年12月 | 函館市公民館大ホール                       | 松原のぶえ（歌ゲスト） 山口ひろみ       | |
| 2014年5月 （計3回）             | 2014年4月  | みんなの広場ふれあいホール                 | 橋幸夫                                  | |
| 2014年12月・2015年1月 （計3回） | 2014年12月 | みんなの広場ふれあいホール                 | 中村美津子                              | うち1回（2014年12月11日放送分）は、第47回衆議院議員総選挙経歴・政見放送を放送した地域によって放送休止か、途中飛び乗りがあったため、改めて2015年1月29日に放送した |
| 2015年2月・3月 （計3回）        | 2015年2月  | みんなの広場ふれあいホール                 | 弦哲也                                  | |
| 2015年7月・8月 （計3回）        | 2015年7月  | 新座市民会館                               | 角川博、森山愛子                        | 「昭和ヒット倶楽部」に改題後初めての公開収録。新座市市制施行45周年記念として開催                                                                                 |
| 2015年12月 （計3回）            | 2015年10月 | 白子町青少年センター                       | 鳥羽一郎、椎名佐千子                    | 白子町町制施行60周年記念として開催 |
| 2016年1月 （計3回）             | 2015年12月 | 南足柄市文化会館                           | 森昌子、山内惠介                        | |
| 2016年6月 （計3回）             | 2016年5月  | 君津市市民会館                             | 中条きよし、西田あい                    | 君津市市制施行45周年記念として開催 |
| 2016年10月 （計3回）            | 2016年9月  | 横浜市南公会堂                             | 日野美歌、はやぶさ                      | |
| 2017年2月 （計3回）             | 2017年1月  | 富士見市市民会館「キラリ☆ふじみ」          | 渥美二郎、竹村こずえ                    | 水谷がMCを担当した最後の公開収録 |
| 2017年6月 （計3回）             | 2017年5月  | 四街道市文化センター大ホール               | 冠二郎、瀬口侑希                        | 伊藤がMCを担当して最初の公開収録 第3週・冠、瀬口ジョイントコンサート形式は6月15日のプロ野球「巨人対ソフトバンク」が延長したため6月22日に1週延期                  |
| 2017年7月 （計3回）             | 2017年7月  | 蓮田市総合文化会館ハストピアどきどきホール | 細川たかし、杜このみ                    | 同会館杮落とし記念公演 第2週・杜のオンステージ形式は7月20日のプロ野球「日本ハム対楽天」が延長したため延期（放送日未定）                                          |